# Řadicí páka

Schéma řazení

Řadicí páka je ovládací prvek automobilu (případně jiného dopravního prostředku), který není vybaven automatickou převodovkou. Slouží k zařazování rychlostních stupňů a přeřazování mezi nimi. Jedná se o kovovou tyč připojenou k převodovce. Nachází se zpravidla mezi předními sedadly vozidla (více vpředu od ovládání ruční brzdy), popřípadě pod volantem (například u Trabantu 601 nebo Škody 1202).